# Marques Bolden
Marques Terrell Bolden (Dallas, 17 de abril de 1998) é um jogador americano-indonésio de basquete profissional que atualmente joga pelo Charlotte Hornets da National Basketball Association (NBA) e com o Greensboro Swarm da G-League.
Ele jogou basquete universitário pelo Duke Blue Devils.

## Carreira no ensino médio
Na DeSoto High School, Bolden teve médias de 23,4 pontos, 10,2 rebotes e 2,6 bloqueios como veterano, ajudando seu time a ganhar o título estadual do Texas, enquanto recebia o Prêmio de Mr. Basketball do Texas. Ele marcou oito pontos e cinco rebotes no Jordan Brand Classic de 2016 e registrou 13 pontos, além de sete rebotes no McDonald's All-American Game do mesmo ano.
Classificado como o 8º melhor jogador na turma do ensino médio de 2016 pelo Scout.com, 11º pelo Rivals e 16º pela ESPN, Bolden se comprometeu a jogar na Universidade Duke em maio de 2016.

## Carreira universitária
Bolden teve que ficar fora dos primeiros oito jogos da temporada de 2016-17 devido a uma lesão na perna, antes de fazer sua estreia contra Maine em 3 de dezembro de 2016, marcando sete pontos e pegando cinco rebotes. Ele perdeu o Torneio da NCAA devido a uma doença e teve médias de 1,5 pontos e 1,1 rebotes em 24 jogos como calouro.
Em seu segundo ano, Bolden teve médias de 3,9 pontos e 3,6 rebotes, sendo reserva de Wendell Carter Jr. e Marvin Bagley III. Em 25 de junho de 2018, o técnico Mike Krzyzewski afirmou que achava que Bolden seria um dos melhores na temporada seguinte. Em sua terceira temporada, ele participou de 35 jogos (21 como titular) e teve médias de 5,3 pontos, 4,5 rebotes e 1,7 bloqueios em 19,1 minutos. Em abril de 2019, Bolden anunciou sua participação no draft da NBA de 2019.

## Carreira profissional

### Cleveland Cavaliers / Canton / Cleveland Charge (2019–2021)
Depois de não ser selecionado no draft da NBA de 2019, Bolden juntou-se ao Cleveland Cavaliers na Summer League de 2019. Em 19 de outubro de 2019, os Cavaliers dispensaram Bolden, para mais tarde adicioná-lo ao elenco de seu afiliado na G-League, o Canton Charge.
Em 30 de janeiro de 2020, os Cavaliers anunciaram que havia assinado um contrato de 10 dias com Bolden. Após o término do contrato, foi relatado que Bolden retornou ao Canton Charge.
Em 30 de novembro de 2020, os Cavaliers anunciaram que havia contratado Bolden e o contrato foi convertido em um contrato de duas vias em 19 de dezembro. Em 24 de fevereiro de 2021, os Cavaliers dispensaram Bolden e, dois dias depois, em 26 de fevereiro, ele foi readquirido pelo Canton Charge.

### Salt Lake City Stars (2021–2023)
Em 28 de setembro de 2021, Bolden assinou com o Utah Jazz. Ele foi dispensado antes do início da temporada e adicionado ao elenco do afiliado da G-League, o Salt Lake City Stars.
Em 22 de setembro de 2022, Bolden assinou com o Milwaukee Bucks, mas foi dispensado em 16 de outubro, antes do início da temporada regular. Sete dias depois, ele voltou a integrar o Salt Lake City Stars.
Em 25 de janeiro de 2023, Bolden foi colocado na lista de lesionados, encerrando sua temporada com os Stars.

### Milwaukee Bucks / Wisconsin Herd (2023–2024)
Em 2 de outubro de 2023, Bolden assinou novamente com o Milwaukee Bucks, e em 21 de outubro, seu contrato foi convertido em um contrato de duas vias. Em 7 de janeiro de 2024, ele foi dispensado pelos Bucks e, cinco dias depois, juntou-se ao Wisconsin Herd.

### Charlotte Hornets / Greensboro Swarm (2024-Presente)
Em 20 de fevereiro de 2024, Bolden assinou um contrato de 10 dias com o Charlotte Hornets e, em 2 de março, ele assinou um contrato de duas vias. Ele registrou seu primeiros números da carreira no último jogo da temporada de 2023–24 registrando 14 pontos, 8 rebotes, 2 assistências, 4 bloqueios e 1 roubo de bola em 30 minutos de uma vitória contra o Cleveland Cavaliers.

## Carreira na seleção nacional
Em julho de 2021, Bolden foi naturalizado cidadão indonésio. Ele ajudou a seleção nacional a ganhar sua primeira medalha de ouro nos Jogos do Sudeste Asiático em 2022. Na Copa da Ásia de 2022, ele levou a Indonésia à qualificação para as quartas de final e registrou médias estatísticas de maior tempo de jogo por partida (38.0 minutos), maior número de bloqueios por partida (2.8), segundo maior número de pontos por partida (21.8), terceiro maior número de duplos-duplos (3) e quarto maior número de rebotes por partida (11.3) entre todos os jogadores participantes durante o torneio.

## Estatísticas da carreira

### NBA

#### Temporada regular
| Ano      | Equipe    | PJ | PT | MPJ  | AP   | 3P   | LL   | RT  | AS | BR  | TO | PPJ |
| -------- | --------- | -- | -- | ---- | ---- | ---- | ---- | --- | -- | --- | -- | --- |
| 2019–20  | Cleveland | 1  | 0  | 2.8  | —    | —    | —    | 2.0 | .0 | 1.0 | .0 | .0  |
| 2020–21  | Cleveland | 6  | 0  | 4.8  | .333 | —    | .625 | 1.0 | .0 | .3  | .3 | 1.2 |
| 2023–24  | Milwaukee | 2  | 0  | 1.5  | —    | —    | —    | 1.0 | .0 | .0  | .0 | .0  |
| 2023–24  | Charlotte | 9  | 2  | 13.1 | .680 | .000 | .750 | 3.6 | .4 | .3  | .8 | 4.1 |
| Carreira | Carreira  | 18 | 2  | 5.5  | .506 | .000 | .687 | 1.9 | .1 | .4  | .2 | 1.3 |

### NBA G-League
| Ano      | Equipe    | PJ | PT | MPJ  | AP   | 3P   | LL    | RT  | AS  | BR  | TO  | PPJ  |
| -------- | --------- | -- | -- | ---- | ---- | ---- | ----- | --- | --- | --- | --- | ---- |
| 2019–20  | Canton    | 38 | 27 | 18.9 | .600 | .182 | .736  | 6.7 | 1.2 | 0.3 | 1.5 | 9.7  |
| 2020–21  | Canton    | 10 | 10 | 23.9 | .507 | .000 | .867  | 7.5 | 1.0 | .0  | 2.1 | 9.2  |
| 2021–22  | Salt Lake | 20 | 20 | 31.7 | .519 | .395 | .619  | 9.3 | 1.2 | 1.0 | 1.9 | 12.3 |
| 2022–23  | Salt Lake | 3  | 0  | 14   | .417 | .000 | .867  | 5.3 | 1.7 | .3  | .7  | 4    |
| 2023–24  | Wisconsin | 18 | 14 | 25.3 | .561 | .310 | .773  | 9.1 | 1.5 | .2  | 1.7 | 13.7 |
| 2023–24  | Greenboro | 8  | 7  | 23.1 | .516 | .538 | 1.000 | 7.8 | 1.0 | .8  | 1.5 | 9.9  |
| Carreira | Carreira  | 97 | 78 | 22.8 | .519 | .237 | .810  | 7.6 | 1.2 | .4  | 1.5 | 9.8  |

### Universitário
| Ano      | Equipe   | PJ | PT | MPJ  | AP   | 3P   | LL   | RT  | AS | BR | TO  | PPJ |
| -------- | -------- | -- | -- | ---- | ---- | ---- | ---- | --- | -- | -- | --- | --- |
| 2016–17  | Duke     | 24 | 1  | 6.5  | .457 | –    | .625 | 1.1 | .1 | .1 | .3  | 1.5 |
| 2017–18  | Duke     | 29 | 2  | 12.9 | .615 | –    | .593 | 3.6 | .6 | .3 | 1.0 | 3.9 |
| 2018–19  | Duke     | 35 | 21 | 19.0 | .579 | .000 | .726 | 4.5 | .5 | .5 | 1.7 | 5.3 |
| Carreira | Carreira | 88 | 24 | 12.7 | .550 | .000 | .648 | 3.0 | .3 | .3 | 1.0 | 3.5 |

### Seleção
| Ano      | Equipe    | Competição                   | PJ | PT | MPJ  | AP   | 3P   | LL    | RT   | AS  | BR  | TO  | PPJ  |
| -------- | --------- | ---------------------------- | -- | -- | ---- | ---- | ---- | ----- | ---- | --- | --- | --- | ---- |
| 2022     | Indonesia | SEA Games 2021               | 2  | 1  | 19.5 | .538 | .200 | 1.000 | 6.0  | 2.5 | –   | 1.0 | 11.0 |
| 2022     | Indonesia | Copa da Ásia 2022            | 4  | 4  | 38.3 | .578 | .438 | .875  | 11.3 | .3  | .5  | 2.8 | 21.8 |
| 2023     | Indonesia | Eliminatórias Olímpicas 2024 | 5  | 5  | 31.4 | .520 | .294 | .723  | 9.2  | 1.2 | 1.0 | 3.0 | 23.4 |
| Carreira | Carreira  | Carreira                     | 11 | 10 | 29.7 | .545 | .310 | .866  | 8.8  | 1.3 | .7  | 2.2 | 18.7 |